# Bailleul-Sir-Berthoult
Bailleul-Sir-Berthoult ist eine französische Gemeinde mit 1.432 Einwohnern (Stand: 1. Januar 2022) im Département Pas-de-Calais in der Region Hauts-de-France. Sie gehört zum Kanton Arras-2 im Arrondissement Arras. Die Bewohner nennen sich Bailleulois. 

## Geographie
Die Gemeinde Bailleul-Sir-Berthoult liegt etwa sechs Kilometer nordöstlich von Arras und elf Kilometer südsüdöstlich von Lens. Umgeben wird Bailleul-Sir-Berthoult von den Nachbargemeinden Willerval im Norden, Arleux-en-Gohelle im Norden und Nordosten, Oppy im Nordosten, Gavrelle im Osten, Athies im Süden, Saint-Laurent-Blangy im Südwesten, Roclincourt im Südwesten und Westen, Thélus im Westen und Nordwesten sowie Farbus im Nordwesten. Durch die Gemeinde führt die Autoroute A26.

## Geschichte
Während des Ersten Weltkriegs wurde Bailleul-Sir-Berthoult vollständig zerstört. Nach dem Krieg wurde der Ort komplett rekonstruiert.

### Bevölkerungsentwicklung
| Jahr                       | 1962 | 1968 | 1975 | 1982 | 1990 | 1999 | 2006 | 2015 | 2022 |
| -------------------------- | ---- | ---- | ---- | ---- | ---- | ---- | ---- | ---- | ---- |
| Einwohner                  | 917  | 941  | 984  | 1028 | 1077 | 1148 | 1264 | 1384 | 1432 |
| Quellen: Cassini und INSEE |      |      |      |      |      |      |      |      |      |

## Sehenswürdigkeiten
- Kirche Saint-Jean-Baptiste, 1918 wieder errichtet (mit dem restlichen Ort)
- Commonwealth-Soldatenfriedhof

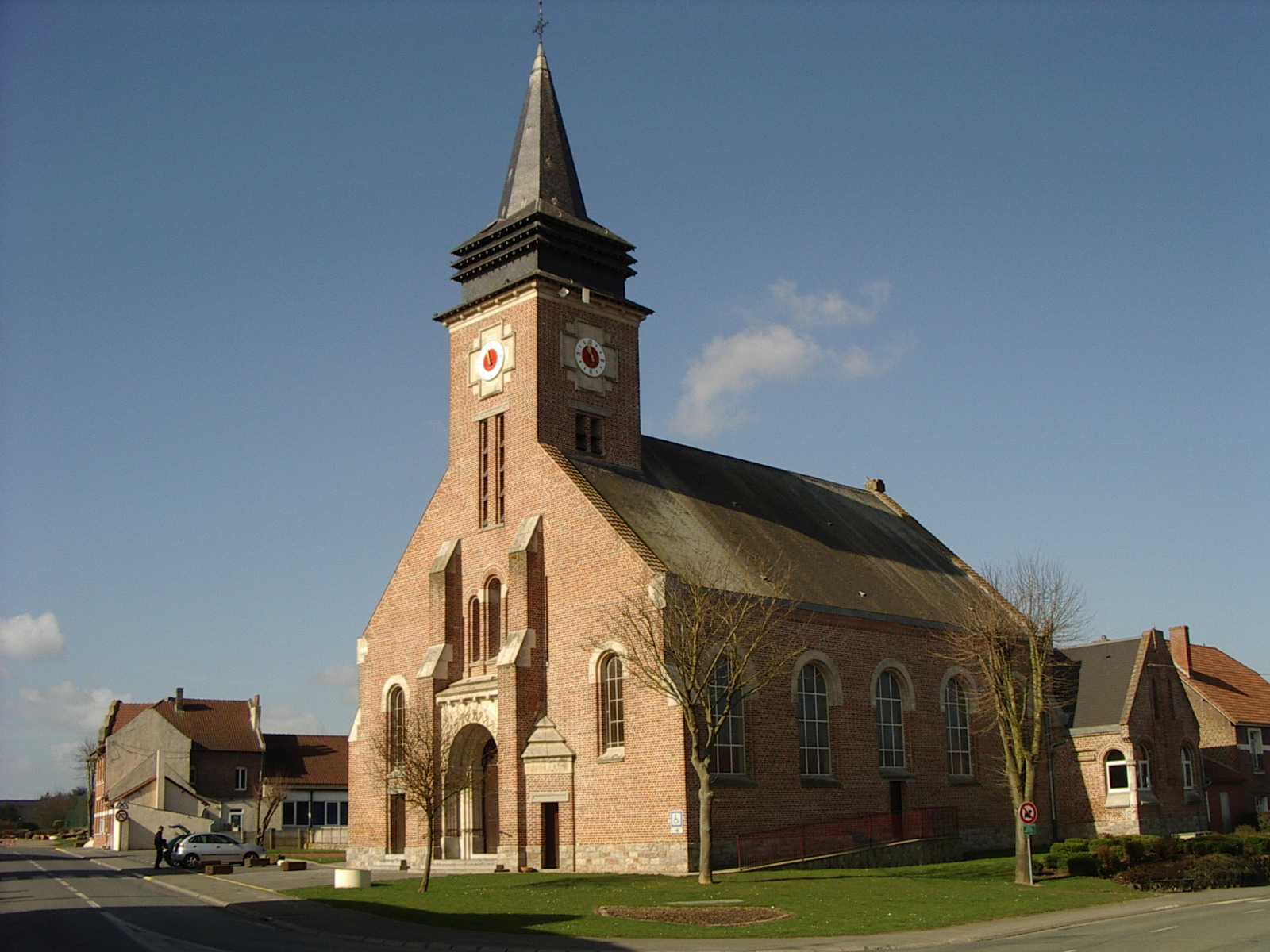
Kirche Saint-Jean-Baptiste
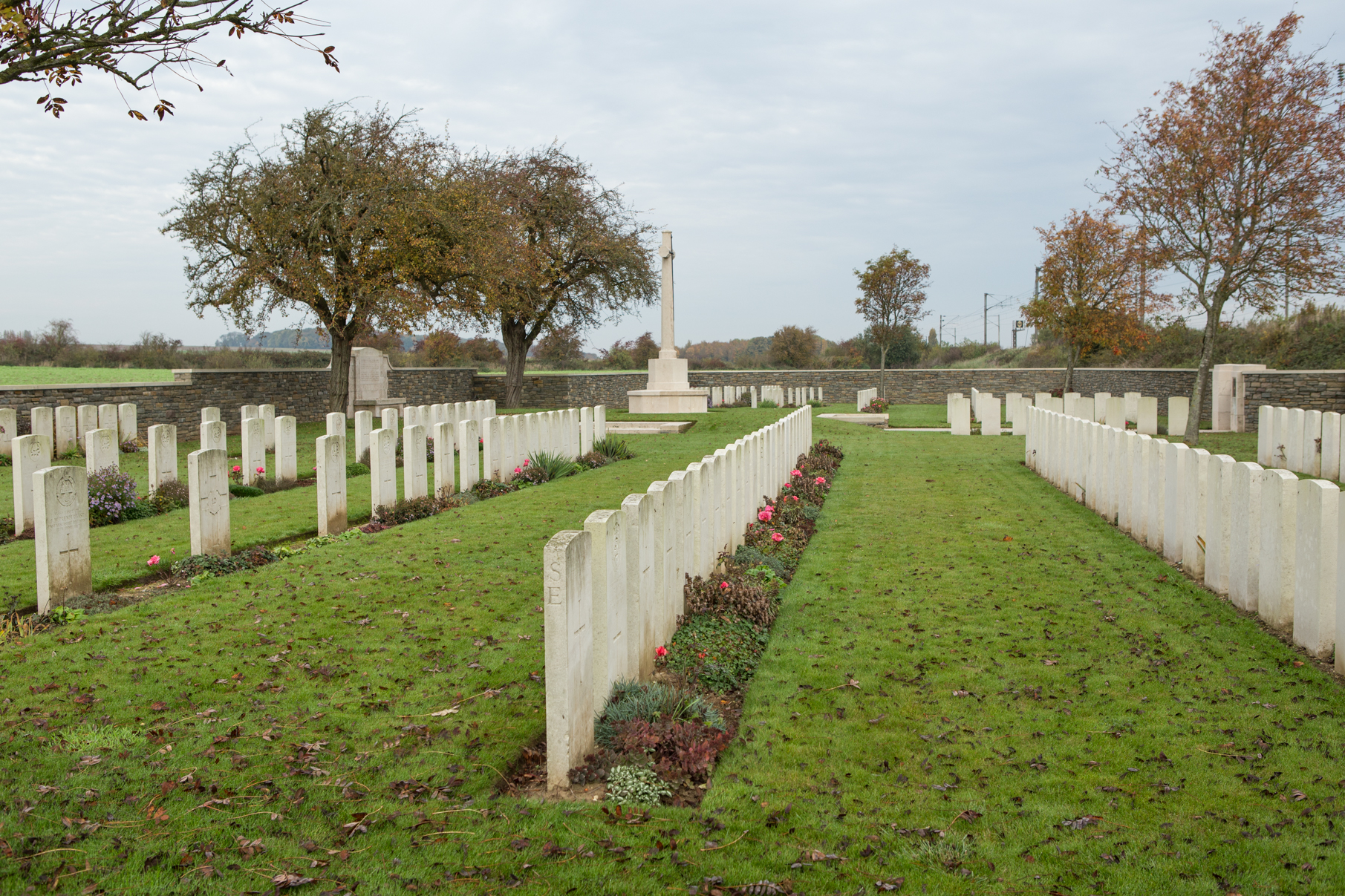
Soldatenfriedhof des Commonwealth